# Nykvarnspartiet
Nykvarnspartiet (NP) är ett politiskt parti i Nykvarns kommun. Partiet är inte ideologiskt i traditionell bemärkelse. Partiets slogans är "praktiska lösningar är bättre än ideologiska låsningar" och "Det bästa för Nykvarn".

## Historik
Nykvarnspartiet grundades våren 1998 av några personer som arbetade för att Nykvarn skulle bli egen kommun vid folkomröstningen 1997.
I valet 2006 fick partiet fick 1 758 röster, vilket var 35,05 % eller 11 mandat, vilket gjorde partiet till det största partiet i Nykvarns kommun. Detta var en ökning i antal röster men en minskning i antal mandat (vilket var 12 stycken efter valet 2002).
Mandatperioden 2010–2014 styrdes kommunen av en koalition bestående av Nykvarnspartiet, Moderaterna, Folkpartiet och Centerpartiet. Tillsammans samlade partierna 18 av 31 mandat i kommunfullmäktige. Efter valet 2014 fick Folkpartiet lämna den styrande koalitionen medan övriga stannade kvar vid makten. I januari 2016 lämnade Centerpartiet samarbetet.
I valet 2018 fick partiet fick 2 096 röster, vilket var 30,43 % eller 9 mandat, vilket fortsatt gjorde partiet till det största partiet i Nykvarns kommun och det procentuellt sett näst största lokalpartiet i Sverige. Efter valet styrde partiet kommunen tillsammans med Moderaterna och Miljöpartiet. NP hade posten kommunstyrelsens ordförande.
I valet 2022 fick partiet 1 216 röster, vilket var 16, 73 % eller 5 mandat. Partiet nära halverade sina mandat. Efter valet styr Nykvarnspartiet tillsammans med Socialdemokraterna, Centerpartiet och Miljöpartiet.

## Valresultat
| År   | Röster | %     | Mandat   | Ref    |
| ---- | ------ | ----- | -------- | ------ |
| 1998 | –      | 24,2  | 7 av 31  | [ 9 ]  |
| 2002 | 1 638  | 34,88 | 12 av 31 | [ 9 ]  |
| 2006 | 1 758  | 35,05 | 11 av 31 | [ 10 ] |
| 2010 | 1 482  | 26,07 | 8 av 31  | [ 11 ] |
| 2014 | 1 749  | 28,61 | 9 av 31  | [ 12 ] |
| 2018 | 2 096  | 30,43 | 9 av 31  | [ 13 ] |
| 2022 | 1 216  | 16,73 | 5 av 31  | [ 7 ]  |